# Ponte Druso

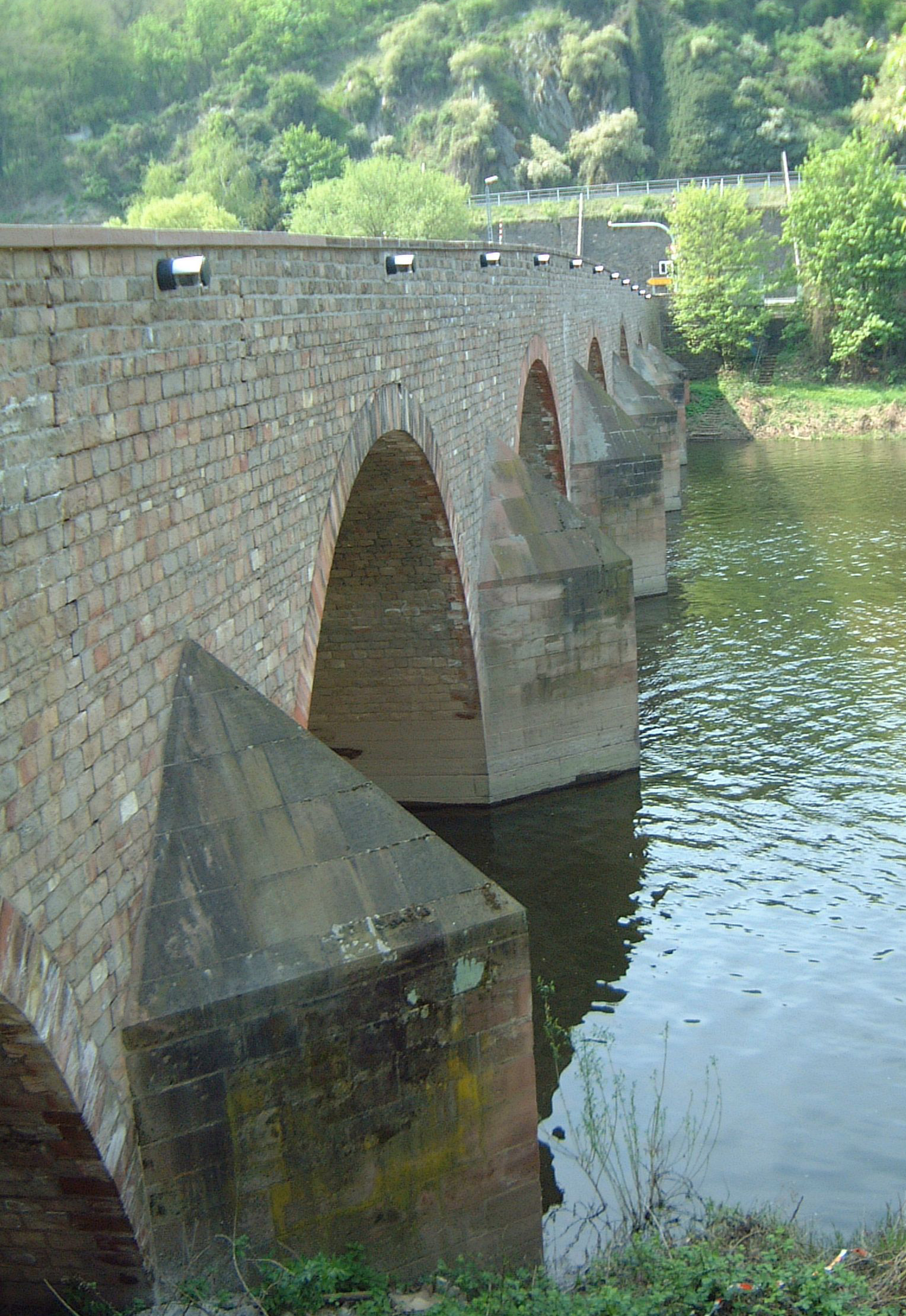
Ponte Druso sul fiume Nahe

Il ponte Druso è un antico ponte romano che si trova in Germania presso la città di Bingen am Rhein sul fiume Nahe (affluente del Reno).

## Storia
Il ponte Druso è l'unico ponte romano rimasto nella città. È a sette arcate e la costruzione della sua prima struttura (probabilmente in legno) è collocabile nell'epoca di Vespasiano.
L'arcata prossima alla riva sinistra del fiume Nahe è stata distrutta nella costruzione della ferrovia prussiana. Sei archi sono stati distrutti nel 1945 alla fine della Seconda guerra mondiale e sono stati ricostruiti fra il 1951 e il 1952 con le pietre recuperate dal fiume. Il ponte è stato restaurato nel marzo 2006.
Caratteristica è una piccola cappella romana nell'arco alla riva destra del fiume.